# KDE Plasma 5
KDE Plasma 5 è la quinta versione del desktop Plasma creato da KDE principalmente per sistemi Linux. È il successore di KDE Plasma 4, e la sua prima versione è stata pubblicata ufficialmente il 15 luglio 2014. Include un nuovo tema predefinito, chiamato Breeze ("Brezza"), e una maggiore compatibilità con diversi tipi di dispositivi.
L'interfaccia grafica è stata completamente convertita a QML, che usa OpenGL per l'accelerazione hardware. Il risultato è una maggiore performance e un minore consumo energetico.

## Descrizione

### Architettura software
KDE Plasma 5 è basato su Qt 5 e KDE Frameworks 5. Plasma 5.0 migliora il supporto per gli schermi HiDPI e include una Shell grafica unificata, modificabile a seconda del dispositivo in uso. Include anche un nuovo tema predefinito, chiamato Breeze (Brezza). Tra i cambiamenti non visibili c'è l'introduzione di un sistema grafico con accelerazione hardware che consiste in una scenografia basata su OpenGL(ES). Plasma 5 completa la migrazione di KDE Plasma 4 a QtQuick. Il QtQuick 2, integrato in Qt 5 in una scenografia con accelerazione hardware basata su OpenGL(ES) per comporre e renderizzare la grafica sullo schermo, permette la riduzione del carico per compiti di rendering grafico molto dispendiosi per la GPU, libera risorse sulla CPU principale del sistema, è più veloce e usa meno energia.

### Sistema di finestre
KDE Plasma 5 usa X Window System, ma è in sviluppo il supporto per Wayland. Un primo supporto per Wayland è stato reso disponibile nel rilascio 5.4. Il supporto stabile per una sessione Wayland di base è stato introdotto nel rilascio 5.5 (dicembre 2015). Con il rilascio 5.16 (giugno 2019) è stato aggiunto il supporto per i driver proprietari NVIDIA su Wayland.

## Tabella di marcia
| Data              | Versione            | Descrizione              |
| 5.0               | 5.0                 | 5.0                      |
| ----------------- | ------------------- | ------------------------ |
| 2 aprile 2014     | Plasma Next Alpha 1 | prima alpha              |
| 14 maggio 2014    | Plasma Next Beta 1  | prima beta               |
| 10 giugno 2014    | Plasma 5 Beta 2     | seconda beta             |
| 15 luglio 2014    | Plasma 5.0.0        | Plasma 5.0               |
| 12 agosto 2014    | KDE 5.0.1           | primo aggiornamento      |
| 17 settembre 2014 | KDE 5.0.2           | secondo aggiornamento    |
| 5.1               |                     |                          |
| 30 settembre 2014 | KDE 5.0.95          | beta                     |
| 14 ottobre 2014   | KDE 5.1.0           | KDE 5.1                  |
| 11 novembre 2014  | KDE 5.1.1           | primo aggiornamento      |
| 16 dicembre 2014  | KDE 5.1.2           | secondo aggiornamento    |
| 5.2               |                     |                          |
| 13 gennaio 2015   | KDE 5.1.95          | beta                     |
| 27 gennaio 2015   | KDE 5.2.0           | KDE 5.2                  |
| 24 febbraio 2015  | KDE 5.2.1           | primo aggiornamento      |
| 24 marzo 2015     | KDE 5.2.2           | secondo aggiornamento    |
| 5.3               |                     |                          |
| 14 aprile 2015    | KDE 5.2.95          | beta                     |
| 28 aprile 2015    | KDE 5.3.0           | KDE 5.3                  |
| 26 maggio 2015    | KDE 5.3.1           | primo aggiornamento      |
| 30 giugno 2015    | KDE 5.3.2           | secondo aggiornamento    |
| 5.4               |                     |                          |
| 11 agosto 2015    | KDE 5.3.95          | beta                     |
| 25 agosto 2015    | KDE 5.4.0           | KDE 5.4                  |
| 8 settembre 2015  | KDE 5.4.1           | primo aggiornamento      |
| 6 ottobre 2015    | KDE 5.4.2           | secondo aggiornamento    |
| 10 novembre 2015  | KDE 5.4.3           | terzo aggiornamento      |
| 5.5               |                     |                          |
| 11 novembre 2015  | KDE 5.4.95          | beta                     |
| 8 dicembre 2015   | KDE 5.5.0           | KDE 5.5                  |
| 15 dicembre 2015  | KDE 5.5.1           | primo aggiornamento      |
| 22 dicembre 2015  | KDE 5.5.2           | secondo aggiornamento    |
| 5 gennaio 2016    | KDE 5.5.3           | terzo aggiornamento      |
| 26 gennaio 2016   | KDE 5.5.4           | quarto aggiornamento     |
| 1º marzo 2016     | KDE 5.5.5           | quinto aggiornamento     |
| 5.6               |                     |                          |
| 3 marzo 2016      | KDE 5.5.95          | beta                     |
| 22 marzo 2016     | KDE 5.6.0           | KDE 5.6                  |
| 29 marzo 2016     | KDE 5.6.1           | primo aggiornamento      |
| 5 aprile 2016     | KDE 5.6.2           | secondo aggiornamento    |
| 19 aprile 2016    | KDE 5.6.3           | terzo aggiornamento      |
| 10 maggio 2016    | KDE 5.6.4           | quarto aggiornamento     |
| 14 giugno 2016    | KDE 5.6.5           | quinto aggiornamento     |
| 5.7               |                     |                          |
| 16 giugno 2016    | KDE 5.6.95          | beta                     |
| 5 luglio 2016     | KDE 5.7.0           | KDE 5.7                  |
| 12 luglio 2016    | KDE 5.7.1           | primo aggiornamento      |
| 19 luglio 2016    | KDE 5.7.2           | secondo aggiornamento    |
| 2 agosto 2016     | KDE 5.7.3           | terzo aggiornamento      |
| 23 agosto 2016    | KDE 5.7.4           | quarto aggiornamento     |
| 13 settembre 2016 | KDE 5.7.5           | quinto aggiornamento     |
| 5.8 LTS           |                     |                          |
| 15 settembre 2016 | KDE 5.7.95          | beta                     |
| 4 ottobre 2016    | KDE 5.8.0           | KDE 5.8 LTS              |
| 11 ottobre 2016   | KDE 5.8.1 LTS       | primo aggiornamento      |
| 18 ottobre 2016   | KDE 5.8.2 LTS       | secondo aggiornamento    |
| 1º novembre 2016  | KDE 5.8.3 LTS       | terzo aggiornamento      |
| 22 novembre 2016  | KDE 5.8.4 LTS       | quarto aggiornamento     |
| 27 dicembre 2016  | KDE 5.8.5 LTS       | quinto aggiornamento     |
| 21 febbraio 2017  | KDE 5.8.6 LTS       | sesto aggiornamento      |
| 23 maggio 2017    | KDE 5.8.7 LTS       | settimo aggiornamento    |
| 25 ottobre 2017   | KDE 5.8.8 LTS       | ottavo aggiornamento     |
| 7 febbraio 2018   | KDE 5.8.9 LTS       | nono aggiornamento       |
| 5.9               |                     |                          |
| 12 gennaio 2017   | KDE 5.8.95          | beta                     |
| 31 gennaio 2017   | KDE 5.9.0           | KDE 5.9                  |
| 7 febbraio 2017   | KDE 5.9.1           | primo aggiornamento      |
| 14 febbraio 2017  | KDE 5.9.2           | secondo aggiornamento    |
| 28 febbraio 2017  | KDE 5.9.3           | terzo aggiornamento      |
| 21 marzo 2017     | KDE 5.9.4           | quarto aggiornamento     |
| 25 aprile 2017    | KDE 5.9.5           | quinto aggiornamento     |
| 5.10              |                     |                          |
| 15 maggio 2017    | KDE 5.9.95          | beta                     |
| 30 maggio 2017    | KDE 5.10.0          | KDE 5.10                 |
| 6 giugno 2017     | KDE 5.10.1          | primo aggiornamento      |
| 13 giugno 2017    | KDE 5.10.2          | secondo aggiornamento    |
| 27 giugno 2017    | KDE 5.10.3          | terzo aggiornamento      |
| 18 luglio 2017    | KDE 5.10.4          | quarto aggiornamento     |
| 22 agosto 2017    | KDE 5.10.5          | quinto aggiornamento     |
| 5.11              |                     |                          |
| 14 settembre 2017 | KDE 5.10.95         | beta                     |
| 10 ottobre 2017   | KDE 5.11.0          | KDE 5.11                 |
| 17 ottobre 2017   | KDE 5.11.1          | primo aggiornamento      |
| 24 ottobre 2017   | KDE 5.11.2          | secondo aggiornamento    |
| 7 novembre 2017   | KDE 5.11.3          | terzo aggiornamento      |
| 28 novembre 2017  | KDE 5.11.4          | quarto aggiornamento     |
| 2 gennaio 2018    | KDE 5.11.5          | quinto aggiornamento     |
| 5.12 LTS          |                     |                          |
| 15 gennaio 2018   | KDE 5.11.95         | beta                     |
| 6 febbraio 2018   | KDE 5.12.0          | KDE 5.12 LTS             |
| 13 febbraio 2018  | KDE 5.12.1 LTS      | primo aggiornamento      |
| 20 febbraio 2018  | KDE 5.12.2 LTS      | secondo aggiornamento    |
| 6 marzo 2018      | KDE 5.12.3 LTS      | terzo aggiornamento      |
| 27 marzo 2018     | KDE 5.12.4 LTS      | quarto aggiornamento     |
| 1º maggio 2018    | KDE 5.12.5 LTS      | quinto aggiornamento     |
| 27 giugno 2018    | KDE 5.12.6 LTS      | sesto aggiornamento      |
| 25 settembre 2018 | KDE 5.12.7 LTS      | settimo aggiornamento    |
| 5 marzo 2019      | KDE 5.12.8 LTS      | ottavo aggiornamento     |
| 10 settembre 2019 | KDE 5.12.9 LTS      | nono aggiornamento       |
| 5.13              |                     |                          |
| 18 maggio 2018    | KDE 5.12.90         | beta                     |
| 12 giugno 2018    | KDE 5.13.0          | KDE 5.13                 |
| 19 giugno 2018    | KDE 5.13.1          | primo aggiornamento      |
| 26 giugno 2018    | KDE 5.13.2          | secondo aggiornamento    |
| 10 luglio 2018    | KDE 5.13.3          | terzo aggiornamento      |
| 31 luglio 2018    | KDE 5.13.4          | quarto aggiornamento     |
| 4 settembre 2018  | KDE 5.13.5          | quinto aggiornamento     |
| 5.14              |                     |                          |
| 13 settembre 2018 | KDE 5.13.90         | beta                     |
| 9 ottobre 2018    | KDE 5.14.0          | KDE 5.14                 |
| 16 ottobre 2018   | KDE 5.14.1          | primo aggiornamento      |
| 23 ottobre 2018   | KDE 5.14.2          | secondo aggiornamento    |
| 6 novembre 2018   | KDE 5.14.3          | terzo aggiornamento      |
| 27 novembre 2018  | KDE 5.14.4          | quarto aggiornamento     |
| 8 gennaio 2019    | KDE 5.14.5          | quinto aggiornamento     |
| 5.15              |                     |                          |
| 17 gennaio 2019   | KDE 5.14.90         | beta                     |
| 12 febbraio 2019  | KDE 5.15.0          | KDE 5.15                 |
| 19 febbraio 2019  | KDE 5.15.1          | primo aggiornamento      |
| 26 febbraio 2019  | KDE 5.15.2          | secondo aggiornamento    |
| 12 marzo 2019     | KDE 5.15.3          | terzo aggiornamento      |
| 2 aprile 2019     | KDE 5.15.4          | quarto aggiornamento     |
| 7 maggio 2019     | KDE 5.15.5          | quinto aggiornamento     |
| 5.16              |                     |                          |
| 16 maggio 2019    | KDE 5.15.90         | beta                     |
| 11 giugno 2019    | KDE 5.16.0          | KDE 5.16                 |
| 18 giugno 2019    | KDE 5.16.1          | primo aggiornamento      |
| 25 giugno 2019    | KDE 5.16.2          | secondo aggiornamento    |
| 9 luglio 2019     | KDE 5.16.3          | terzo aggiornamento      |
| 30 luglio 2019    | KDE 5.16.4          | quarto aggiornamento     |
| 3 settembre 2019  | KDE 5.16.5          | quinto aggiornamento     |
| 5.17              |                     |                          |
| 19 settembre 2019 | KDE 5.16.90         | beta                     |
| 15 ottobre 2019   | KDE 5.17.0          | KDE 5.17                 |
| 22 ottobre 2019   | KDE 5.17.1          | primo aggiornamento      |
| 29 ottobre 2019   | KDE 5.17.2          | secondo aggiornamento    |
| 12 novembre 2019  | KDE 5.17.3          | terzo aggiornamento      |
| 3 dicembre 2019   | KDE 5.17.4          | quarto aggiornamento     |
| 7 gennaio 2020    | KDE 5.17.5          | quinto aggiornamento     |
| 5.18 LTS          |                     |                          |
| 16 gennaio 2020   | KDE 5.17.90         | beta                     |
| 11 febbraio 2020  | KDE 5.18.0          | KDE 5.18 LTS             |
| 18 febbraio 2020  | KDE 5.18.1 LTS      | primo aggiornamento      |
| 25 febbraio 2020  | KDE 5.18.2 LTS      | secondo aggiornamento    |
| 10 marzo 2020     | KDE 5.18.3 LTS      | terzo aggiornamento      |
| 31 marzo 2020     | KDE 5.18.4 LTS      | quarto aggiornamento     |
| 5 maggio 2020     | KDE 5.18.5 LTS      | quinto aggiornamento     |
| 29 settembre 2020 | KDE 5.18.6 LTS      | sesto aggiornamento      |
| 30 marzo 2021     | KDE 5.18.7 LTS      | settimo aggiornamento    |
| 19 ottobre 2021   | KDE 5.18.8 LTS      | ottavo aggiornamento     |
| 5.19              |                     |                          |
| 14 maggio 2020    | KDE 5.18.90         | beta                     |
| 9 giugno 2020     | KDE 5.19.0          | KDE 5.19                 |
| 16 giugno 2020    | KDE 5.19.1          | primo aggiornamento      |
| 23 giugno 2020    | KDE 5.19.2          | secondo aggiornamento    |
| 7 luglio 2020     | KDE 5.19.3          | terzo aggiornamento      |
| 28 luglio 2020    | KDE 5.19.4          | quarto aggiornamento     |
| 1º settembre 2020 | KDE 5.19.5          | quinto aggiornamento     |
| 5.20              |                     |                          |
| 17 settembre 2020 | KDE 5.19.90         | beta                     |
| 13 ottobre 2020   | KDE 5.20.0          | KDE 5.20                 |
| 20 ottobre 2020   | KDE 5.20.1          | primo aggiornamento      |
| 27 ottobre 2020   | KDE 5.20.2          | secondo aggiornamento    |
| 10 novembre 2020  | KDE 5.20.3          | terzo aggiornamento      |
| 1º dicembre 2020  | KDE 5.20.4          | quarto aggiornamento     |
| 5 gennaio 2021    | KDE 5.20.5          | quinto aggiornamento     |
| 5.21              |                     |                          |
| 21 gennaio 2021   | KDE 5.20.90         | beta                     |
| 16 febbraio 2021  | KDE 5.21.0          | KDE 5.21                 |
| 23 febbraio 2021  | KDE 5.21.1          | primo aggiornamento      |
| 2 marzo 2021      | KDE 5.21.2          | secondo aggiornamento    |
| 16 marzo 2021     | KDE 5.21.3          | terzo aggiornamento      |
| 6 aprile 2021     | KDE 5.21.4          | quarto aggiornamento     |
| 4 maggio 2021     | KDE 5.21.5          | quinto aggiornamento     |
| 5.22              |                     |                          |
| 13 maggio 2021    | KDE 5.21.90         | beta                     |
| 8 giugno 2021     | KDE 5.22.0          | KDE 5.22                 |
| 15 giugno 2021    | KDE 5.22.1          | primo aggiornamento      |
| 22 giugno 2021    | KDE 5.22.2          | secondo aggiornamento    |
| 6 luglio 2021     | KDE 5.22.3          | terzo aggiornamento      |
| 27 luglio 2021    | KDE 5.22.4          | quarto aggiornamento     |
| 31 agosto 2021    | KDE 5.22.5          | quinto aggiornamento     |
| 5.23              |                     |                          |
| 16 settembre 2021 | KDE 5.22.90         | beta                     |
| 14 ottobre 2021   | KDE 5.23.0          | KDE 5.23                 |
| 19 ottobre 2021   | KDE 5.23.1          | primo aggiornamento      |
| 26 ottobre 2021   | KDE 5.23.2          | secondo aggiornamento    |
| 9 novembre 2021   | KDE 5.23.3          | terzo aggiornamento      |
| 30 novembre 2021  | KDE 5.23.4          | quarto aggiornamento     |
| 4 gennaio 2022    | KDE 5.23.5          | quinto aggiornamento     |
| 5.24 LTS          |                     |                          |
| 13 gennaio 2022   | KDE 5.23.90         | beta                     |
| 8 febbraio 2022   | KDE 5.24.0          | KDE 5.24 LTS             |
| 15 febbraio 2022  | KDE 5.24.1 LTS      | primo aggiornamento      |
| 22 febbraio 2022  | KDE 5.24.2 LTS      | secondo aggiornamento    |
| 8 marzo 2022      | KDE 5.24.3 LTS      | terzo aggiornamento      |
| 29 marzo 2022     | KDE 5.24.4 LTS      | quarto aggiornamento     |
| 3 maggio 2022     | KDE 5.24.5 LTS      | quinto aggiornamento     |
| 11 luglio 2022    | KDE 5.24.6 LTS      | sesto aggiornamento      |
| 14 ottobre 2022   | KDE 5.24.7 LTS      | settimo aggiornamento    |
| 5.25              |                     |                          |
| 19 maggio 2022    | KDE 5.24.90         | beta                     |
| 14 giugno 2022    | KDE 5.25.0          | KDE 5.25                 |
| 21 giugno 2022    | KDE 5.25.1          | primo aggiornamento      |
| 28 giugno 2022    | KDE 5.25.2          | secondo aggiornamento    |
| 12 luglio 2022    | KDE 5.25.3          | terzo aggiornamento      |
| 2 agosto 2022     | KDE 5.25.4          | quarto aggiornamento     |
| 6 settembre 2022  | KDE 5.25.5          | quinto aggiornamento     |
| 5.26              |                     |                          |
| 15 settembre 2022 | KDE 5.25.90         | beta                     |
| 11 ottobre 2022   | KDE 5.26.0          | KDE 5.26                 |
| 18 ottobre 2022   | KDE 5.26.1          | primo aggiornamento      |
| 26 ottobre 2022   | KDE 5.26.2          | secondo aggiornamento    |
| 8 novembre 2022   | KDE 5.26.3          | terzo aggiornamento      |
| 29 novembre 2022  | KDE 5.26.4          | quarto aggiornamento     |
| 3 gennaio 2023    | KDE 5.26.5          | quinto aggiornamento     |
| 5.27 LTS          |                     |                          |
| 19 gennaio 2023   | KDE 5.26.90         | beta                     |
| 14 febbraio 2023  | KDE 5.27.0          | KDE 5.27 LTS             |
| 21 febbraio 2023  | KDE 5.27.1 LTS      | primo aggiornamento      |
| 28 febbraio 2023  | KDE 5.27.2 LTS      | secondo aggiornamento    |
| 14 marzo 2023     | KDE 5.27.3 LTS      | terzo aggiornamento      |
| 4 aprile 2023     | KDE 5.27.4 LTS      | quarto aggiornamento     |
| 9 maggio 2023     | KDE 5.27.5 LTS      | quinto aggiornamento     |
| 20 giugno 2023    | KDE 5.27.6 LTS      | sesto aggiornamento      |
| 1º agosto 2023    | KDE 5.27.7 LTS      | settimo aggiornamento    |
| 12 settembre 2023 | KDE 5.27.8 LTS      | ottavo aggiornamento     |
| 24 ottobre 2023   | KDE 5.27.9 LTS      | nono aggiornamento       |
| 5 dicembre 2023   | KDE 5.27.10 LTS     | decimo aggiornamento     |
| 6 marzo 2024      | KDE 5.27.11 LTS     | undicesimo aggiornamento |
| 6 gennaio 2025    | KDE 5.27.12 LTS     | dodicesimo aggiornamento |

## Galleria d'immagini

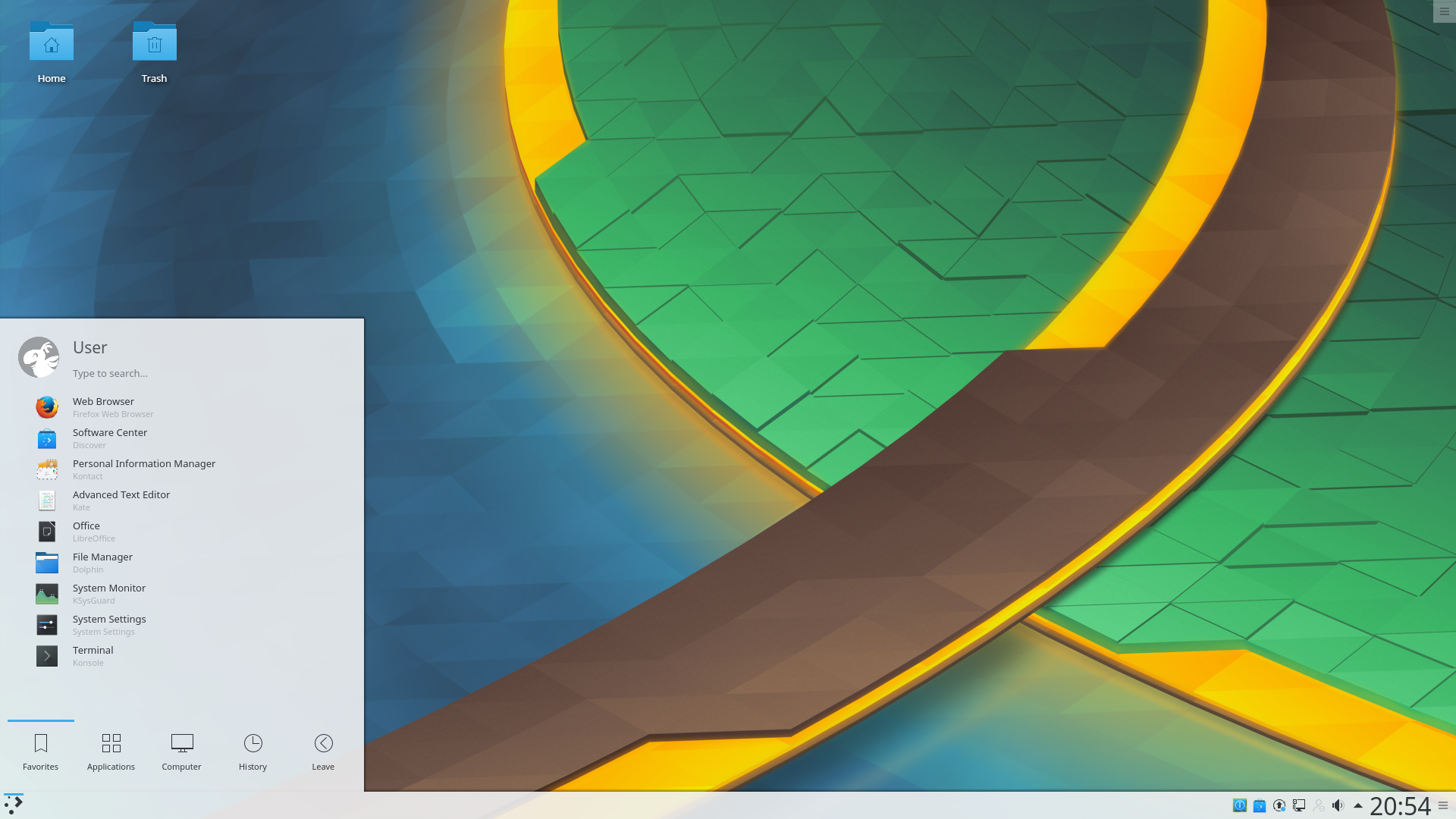
Il desktop
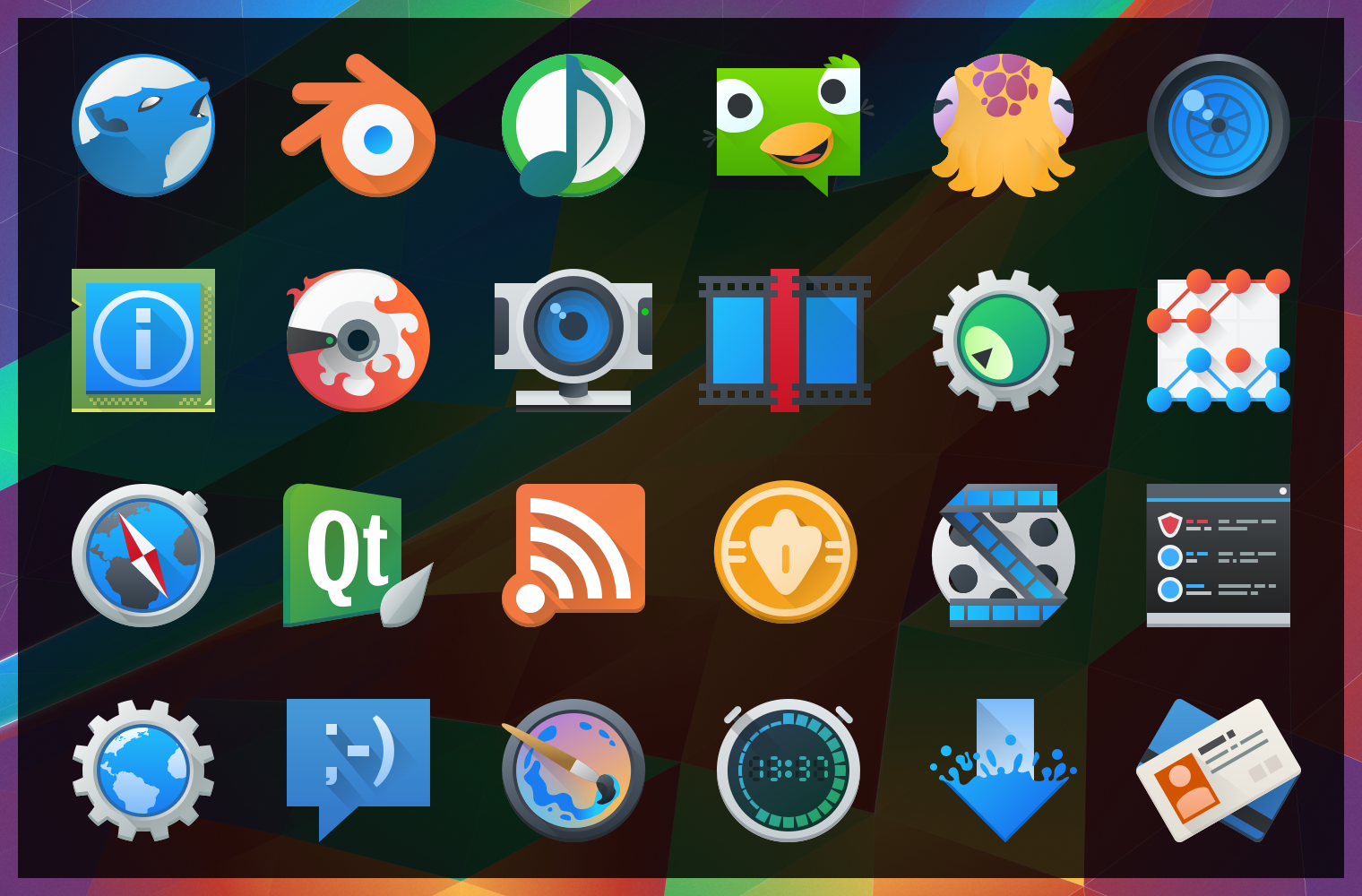
Alcune icone del nuovo tema "Brezza"
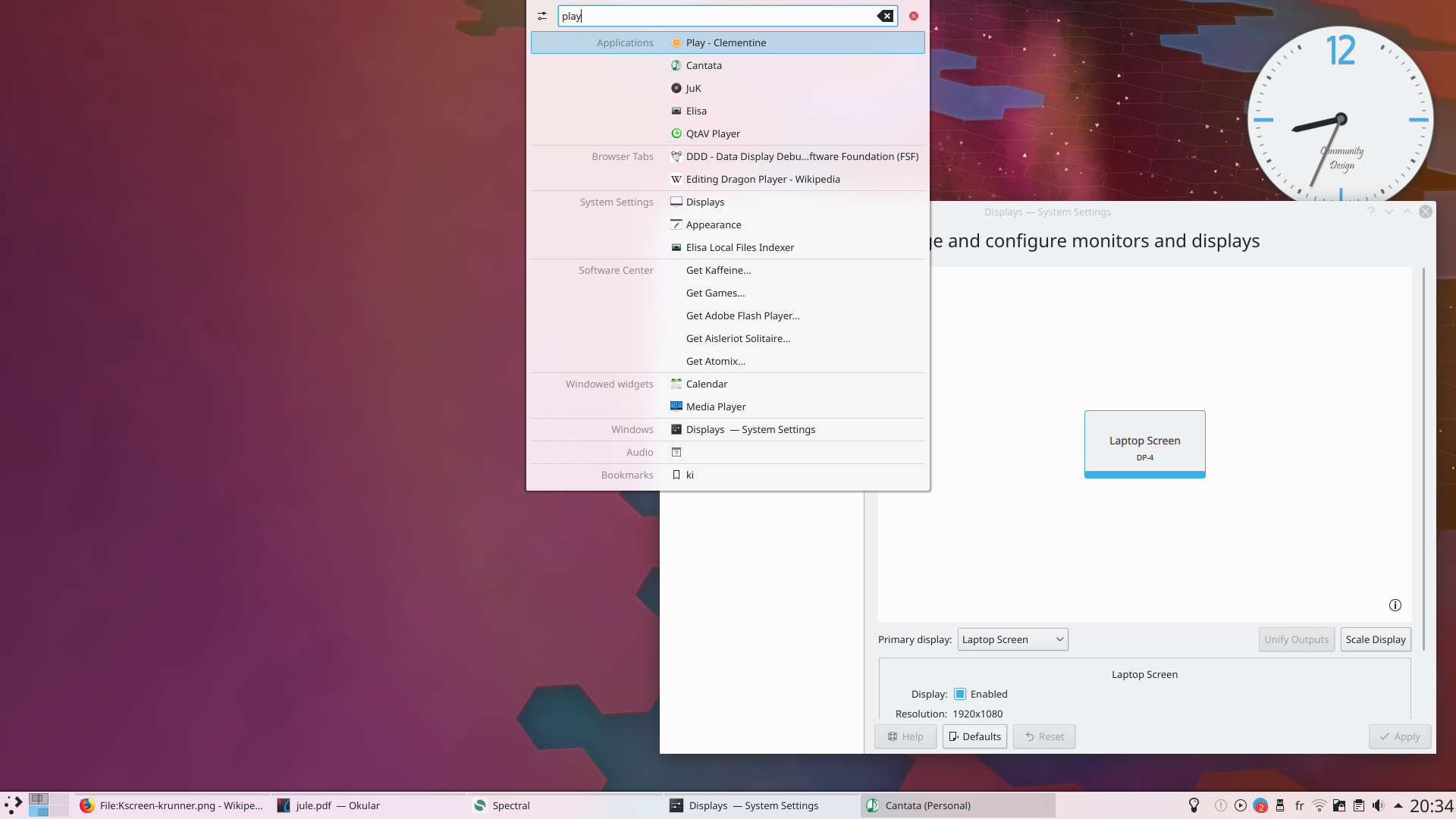
KRunner e KScreen
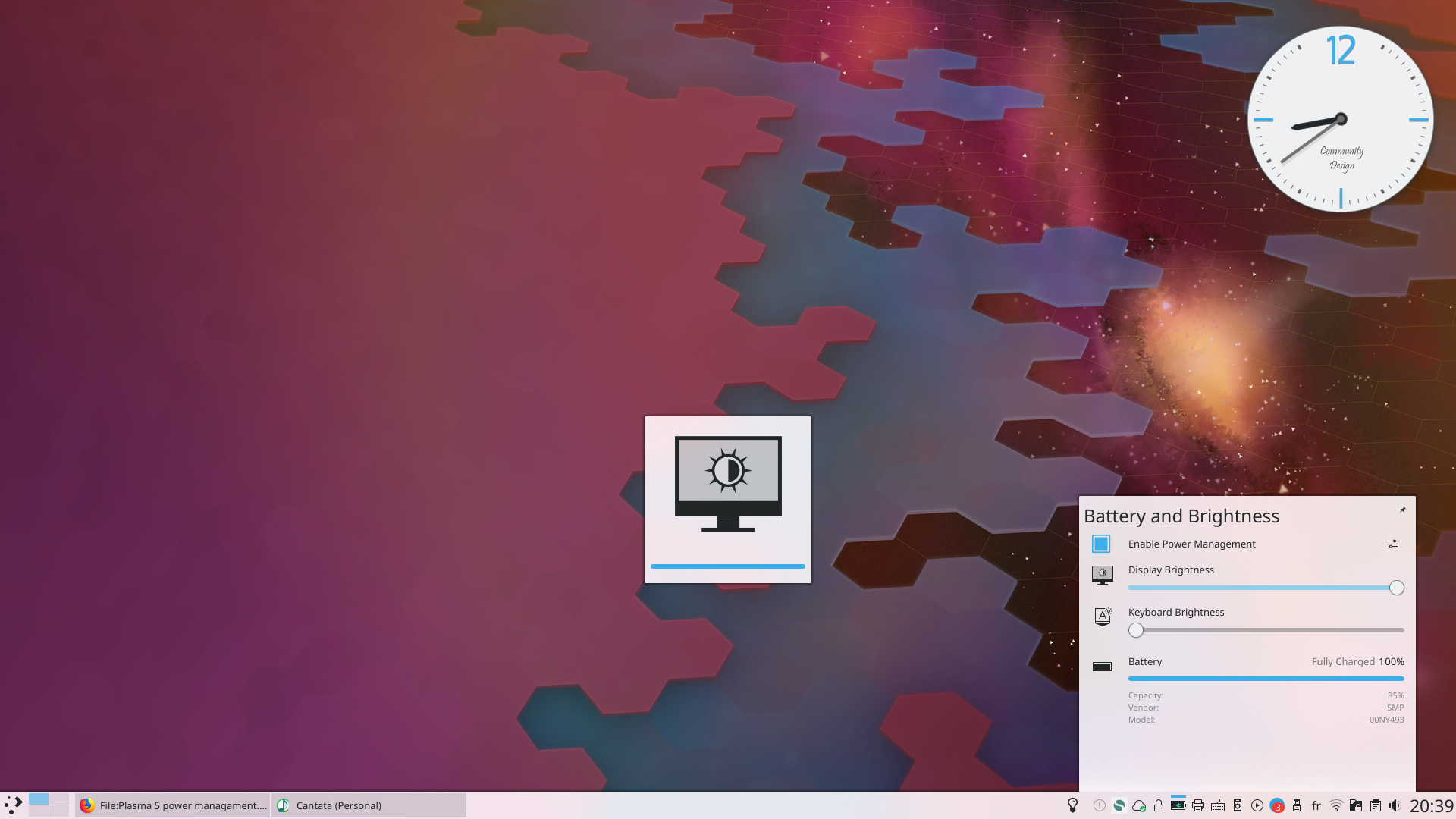
La gestione energetica
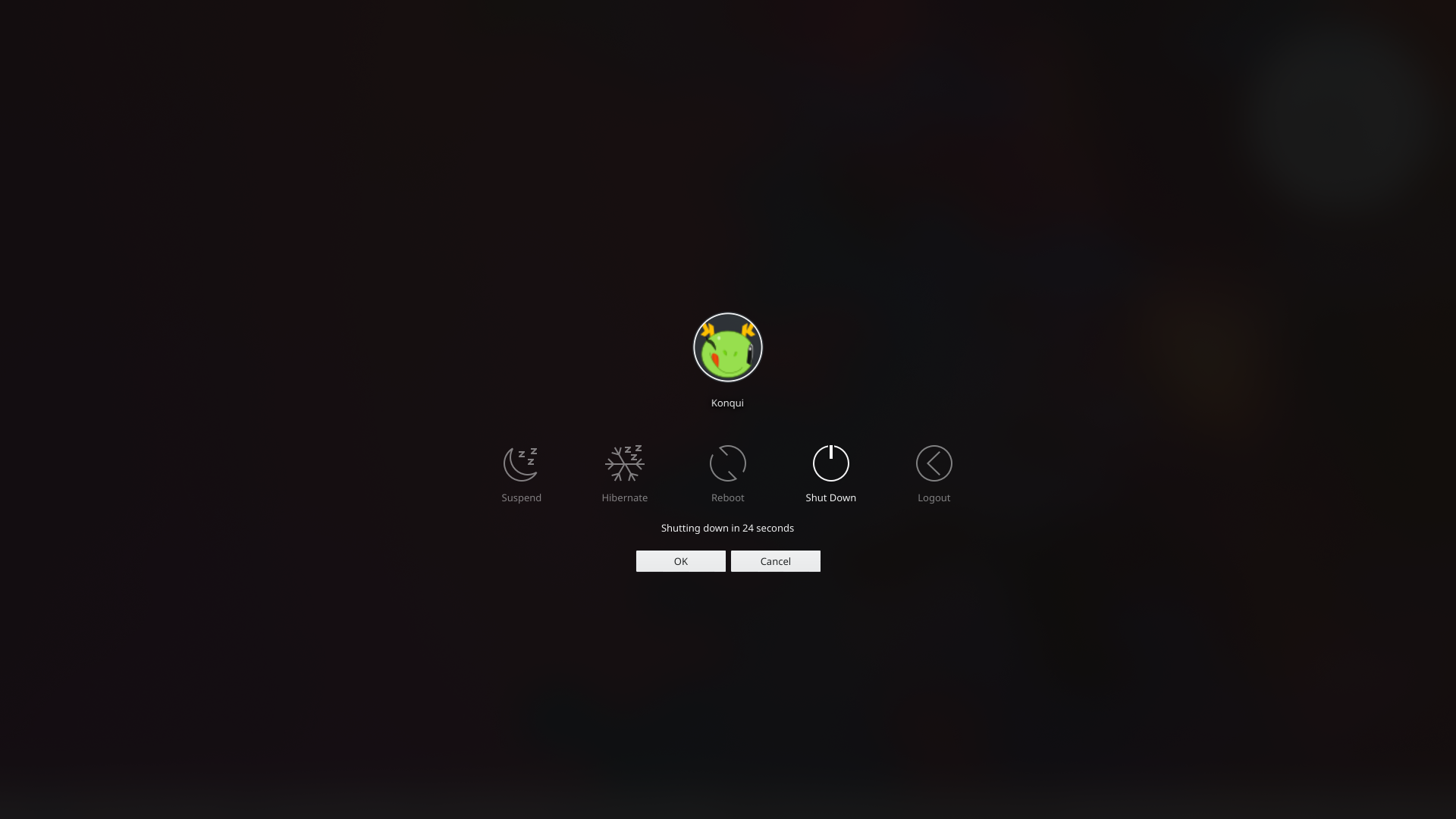
La schermata di spegnimento